# گئورگی آرناودوف
گئورگی آرناودوف (بلغاری: Георги Арнаудов؛ زادهٔ ۳۱ مهٔ ۱۹۷۴) بازیکن فوتبال اهل بلغارستان است.